# Cryptocephalus saryarkensis
Cryptocephalus saryarkensis là một loài bọ cánh cứng trong họ Chrysomelidae. Loài này được Medvedev & Kulenova miêu tả khoa học năm 1980.